# 2300 Jackson Street (chanson)
Cet article concerne la chanson des Jackson. Pour l'album du même groupe, voir 2300 Jackson Street.
Singles de The Jacksons
Nothin' (That Compares 2 U)
(1989) Art of Madness
(1989)
Pistes de 2300 Jackson Street
Private Affair
(4) Harley
(6)
2300 Jackson Street est le deuxième single extrait de l'album du même nom. Cette chanson est sortie le 16 avril 1989 en CD et 45 tours. Elle parle de la maison d'enfance de la famille Jackson à Gary dans l'Indiana.
2300 Jackson Street s'est classé 9e au Billboard R&B. C'est par ailleurs le seul titre de l'album sur lequel chantent Michael et Marlon qui avaient pourtant quitté le groupe auparavant.

## Clip
Le clip a été réalisé par Greg Gold et produit par Phil Rose. La vidéo présente la plupart des membres de la famille Jackson. La Toya ne figure pas dans le clip ni dans la chanson, car elle était éloignée de la famille à l'époque. Marlon, alors qu'il chante sur le titre, n'apparaît pas non plus dans la vidéo. Certaines scènes incluent la famille Jackson jouant au billard et Jermaine, Tito, Randy et Jackie jouant au football. Il montre également certains membres de la famille Jackson chantant ensemble le morceau. La vidéo a été tournée en mars 1989 à Hayvenhurst, Encino (Los Angeles).

### Listes des personnes apparaissant dans le clip
- Austin Brown
- Autumn Joy Jackson
- Brandi Jackson
- Jaimy Jackson
- Jackie Jackson
- Janet Jackson
- Jeremy Maldonaldo Jackson
- Jermaine Jackson
- Jermaine Jackson, Jr.
- Joe Jackson
- Jourdynn Michael Jackson
- Katherine Jackson
- Marlon Jackson
- Michael Jackson
- Rebbie Jackson
- Steven Randall Jackson
- Sigmund Jackson, Jr.
- Stacee Brown
- Tito Jackson
- Taj Jackson
- TJ Jackson
- Taryll Jackson
- Yashi Brown